# Anton Bruckner
Joseph Anton Bruckner (Ansfelden, 1824. szeptember 4. – Bécs, 1896. október 11.) osztrák romantikus zeneszerző és orgonaművész. Főképp nagyszabású szimfóniái jelentősek.

## Élete

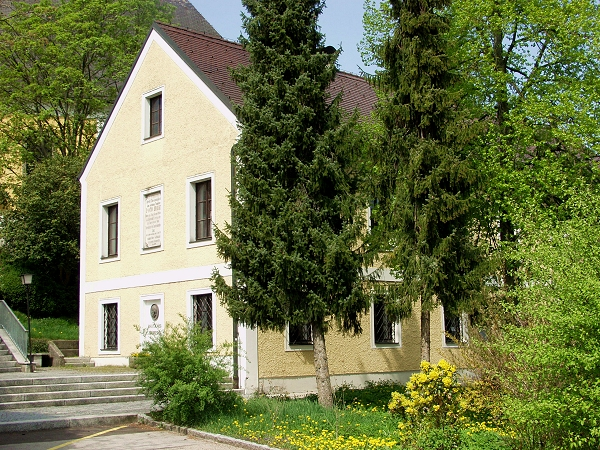
Szülőháza Ansfeldenben

A felső-ausztriai Ansfeldenben született. Apja (kántor)tanító volt, aki orgonán játszott a helyi templomban. Későbbi életére hatással volt az egyrészt zeneszerető, másrészt tekintélyelvű és puritán családi légkör. Talán ennek tudható be, hogy a későbbiekben önmagával és műveivel folytonosan elégedetlen volt, és hogy kifejezetten visszahúzódó természet jellemezte. Apja korai halála után került be a templom kórusába, és bár rajongott a zenéért, és remekül játszott orgonán, valamint hegedűn, orgonista vagy karnagyi álmait túlzott nagyravágyásnak tartotta. A családi hagyományokat megőrizve kötelességének érezte, hogy ő is pedagógus legyen. Így vidéki tanító lett, de zenei ambícióiról azért nem mondott le. Pályára való felkészülése során összhangzattant is tanult, majd segédtanító korában zongorajátékot és generálbasszust tanult. Visszatérve a St. Florian-apátságba autodidakta módon tanult zeneszerzést, sőt öt évig az orgonista feladatait is ő látta el.
Lényeges változás akkor történt, amikor 33 évesen a linzi dóm orgonistája lehetett. 1860-tól ő vezette itt a fiúkórust is, és ezektől az évektől kezdve ontotta a zeneműveket, miközben bécsi tanárokhoz járt fejlődni. Liszt, aki Brucknerhez hasonlóan igen vallásos volt (és Wagnerrel együtt jelentős alakja az újnémet iskolának), már ekkor elismerte Bruckner munkásságát. 1868-ban Bruckner Bécsbe költözött, és a konzervatóriumban, később pedig az egyetemen is oktatott zeneelméletet, és orgonajátékot. Közben Angliában, Svájcban és Franciaországban nagy sikert aratott orgonistaként is.
Lelkesen rajongott Richard Wagner zenéjéért, személyesen is ismeretséget kötöttek. Bécsben azonban Bruckner elfogadottsága csak lassan nőtt, az akkori bécsi zenei életre jellemző megosztottságnak és pártoskodásnak betudhatóan. Bruckner kívülállóként figyelte a pártviszályokat, amelyekbe Wagner tisztelőjeként sodródott bele, s ez Brahmsszal való kapcsolatát is megrontotta. Németországban azonban egyértelműen népszerűek voltak művei, mint például a 7. szimfónia, melyet Lipcsében mutattak be 1884-ben. Ezek a sikerek közvetve visszahatottak Bruckner bécsi megítélésére is, és végül nem maradtak el az ottani elismerések sem: Ferenc József-rend, egyetemi díszdoktori cím.
1887-től már csak egy gondolat foglalkoztatta: elkezdte komponálni és görcsösen be akarta fejezni 9. szimfóniáját. A terjedelmes finálé lejegyzésére azonban élete végéig sem került sor.
Bruckner zenéjére nemcsak Wagner, de Palestrina és a barokk egyházi zene is nagy hatással volt. Szenvedélyes szimfóniáin kívül maradandó egyházi műveket alkotott, például a Te Deumot, a 150. zsoltárt, és számos motettát, misét. Romantikus hangvételű zenekari műveiben népzenei elemeket is felhasznált.
Önmagával szemben nagyon kritikus volt, gyakran és sokat javítgatta műveit.

## Hangfelvételek
- 1. szimfónia – Youtube.com, Közzététel: 2012. márc. 16.
- 2. szimfónia – Youtube.com, Közzététel: 2015. febr. 21.
- 3. szimfónia – Youtube.com, Közzététel: 2014. dec. 23.
- 4. szimfónia – Youtube.com, Közzététel: 2013. szept. 3.
- 5. szimfónia – Youtube.com, Közzététel: 2018. okt. 10.
- 6. szimfónia – Youtube.com, Közzététel: 2013. máj. 21.
- 7. szimfónia – Youtube.com, Közzététel: 2016. aug. 31.
- 8. szimfónia – Youtube.com, Közzététel: 2012. szept. 8.
- 9. szimfónia – Youtube.com, Közzététel: 2014. dec. 2.
- Te Deum – Youtube.com, Közzététel: 2014. márc. 22.
- 150. zsoltár – Youtube.com, Közzététel: 2012. dec. 22.

## Kották
- Bruckner, Anton. International Music Score Library Project. (Hozzáférés: 2019. május 26.)